# Planet der Vampire

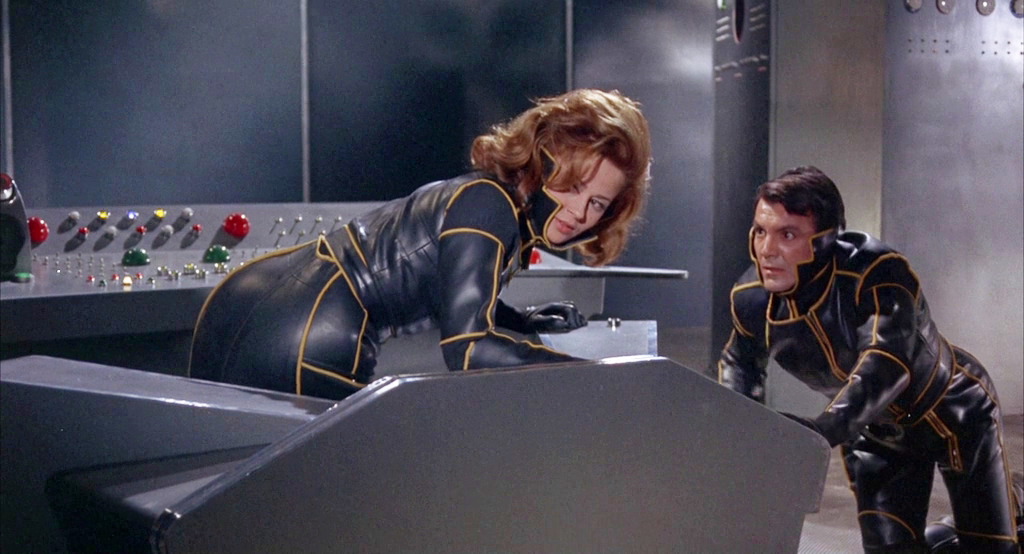
Norma Bengell in „Planet der Vampire“ (1965)

Planet der Vampire (Originaltitel: Terrore nello spazio) ist ein italienisch-spanischer Science-Fiction-Horrorfilm aus dem Jahr 1965. Der unter der Regie von Mario Bava entstandene Film kam am 17. Januar 1969 in die deutschen Kinos. Im Fernsehen lief er auch unter dem Titel Schrecken im Weltall.
Erzählt wird die Geschichte von den Besatzungen zweier Raumschiffe, die auf dem Planeten Aura landen, von dem sie ein Notsignal empfangen haben. Aura wird von körperlosen Wesen bewohnt, die sich der Körper der Astronauten bemächtigen, um ihrer sterbenden Welt zu entkommen.

## Handlung
Die Raumschiffe Argos und Galliot steuern wegen eines aufgefangenen Notsignals den Planeten Aura an. Während die beiden Raumschiffe den Planeten umkreisen, bricht der Kontakt zur Galliot ab. Die Argos wird durch eine mysteriöse Macht zur Landung auf dem Planeten gezwungen. Die vorübergehend bewusstlos gewordenen Besatzungsmitglieder greifen sich gegenseitig an, aber dank Captain Markarys schnellen Handelns bleibt die Situation unter Kontrolle. Die Argos kann die Galliot orten, die ebenfalls auf dem Planeten gelandet ist, doch deren komplette Besatzung ist ums Leben gekommen. Auch auf der Galliot war die Besatzung Amok gelaufen, mit tödlichem Ausgang.
Während der zeitraubenden Reparatur der bei der Landung beschädigten Argos erkunden Markary und seine Crew den Planeten. Sie stoßen nicht nur auf ein vor langer Zeit gestrandetes Raumschiff und die Überreste seiner nicht-humanoiden Besatzung, sondern werden auch von wiederauferstandenen Toten der Galliot bedroht. Sie erkennen, dass Aura von körperlosen Lebewesen bewohnt ist, die vom Körper anderer Lebensformen Besitz ergreifen können, sowohl lebender als auch toter. Die Auraner wollen auf einen anderen Planeten übersiedeln, weil ihre eigene Welt dem Untergang geweiht ist, und locken zu diesem Zweck fremde Raumschiffe mit einem Notsignal an. Die anschließenden Auseinandersetzungen überleben nur Markary und seine Begleiter Sanya und Wess.
Kurz nach dem Start von Aura bemerkt Wess, dass Markary und Sanya von den Auranern übernommen worden sind. Wess sabotiert das Raumschiff, bevor er getötet wird. Markary und Sanya beschließen, den nächsten bewohnten Planeten anzusteuern, den das Schiff erreichen kann, um sich dessen Einwohnern zu bemächtigen. Auf ihren Sichtgeräten taucht die Erde auf.

## Hintergrund
Die Handlung des Films beruht auf der Erzählung „Una notte di 21 ore“ von Renato Pestriniero.
Aufgrund der internationalen Besetzung sprachen die Hauptdarsteller ihren Text in ihrer jeweiligen Landessprache: der US-Amerikaner Barry Sullivan auf Englisch, die Brasilianerin Norma Bengell auf Portugiesisch, Ángel Aranda auf Spanisch usw. Ihre Stimmen wurden später für den jeweils vorgesehenen Kinomarkt nachsynchronisiert. Aus diesem Grund hört man beispielsweise in der englischsprachigen Fassung Barry Sullivans Originalstimme.
In den USA übernahm American International Pictures die Kinoauswertung von Planet der Vampire. AIP produzierte eine englische Synchronfassung des Films, die Louis M. Heyward und Ib Melchior namentlich als Co-Autoren nennt, und brachte ihn unter dem Titel Planet of the Vampires in die Kinos. In der US-Fassung fehlten rund zwei Minuten des Films, insbesondere Aufnahmen in dem Raumschiffwrack, in dem Markary und Sanya das Skelett eines fremdartigen Astronauten finden.
Eine Reihe von Rezensenten hat auf Parallelen zwischen Planet der Vampire und Ridley Scotts 1979 entstandenem Alien – Das unheimliche Wesen aus einer fremden Welt hingewiesen, angefangen von einzelnen Ideen über das Production Design bis hin zu einer kompletten Szene, der Entdeckung des gestrandeten, extraterrestrischen Raumschiffs. Sowohl Regisseur Scott als auch Co-Drehbuchautor Dan O’Bannon bestritten jedoch in einem Interview, Planet der Vampire gesehen zu haben.
Einer der Astronauten im Film, das Besatzungsmitglied Sallis, wird als von Auranern gesteuerter Toter enttarnt, weil unter seiner Uniformjacke ein verwester, teilskelettierter Brustkorb sichtbar wird. Diese Szene verweist zu einer Szene in Bavas Debütfilm Die Stunde, wenn Dracula kommt, in der die Hexe Asa, die sich als die ihr täuschend ähnliche Prinzessin Katia ausgibt, ihre wahre Identität verrät.

## Kritiken
„Das Drehbuch ist banal aber Bavas Regie fesselnd […] ein Triumph der Erfindungskraft des Schundkinos.“ – The Aurum Film Encyclopedia – Science Fiction
„Atmosphärischer Science-Fiction-Fantasy-Film mit gespenstischen Bildern […].“ – Leonard Maltin
„Unterhaltsamer Trivialfilm, der Utopie und Horror verbindet und mehr Ansätze zu anspruchsvoller Gestaltung als die üblichen Produkte dieses Genres enthält.“ – Lexikon des internationalen Films
„Zähflüssiges Gegrusel billigster Machart.“ – Evangelischer Filmbeobachter